# Simples Carinho
Simples Carinho é o quarto álbum de estúdio da cantora brasileira Angela Ro Ro, lançado em 1982 pela PolyGram, dentro do selo Polydor Records. Seus grandes sucessos foram a faixa título Simples Carinho (João Donato / Abel Silva), a regravação de um dos maiores sucessos de Maysa - Demais (Tom Jobim / Aloysio de Oliveira) e Querem Nos Matar (Sérgio Bandeyra / Angela Ro Ro).

## Faixas
| Lado A |                        |                                               |         |  |
| N.º    | Título                 | Compositor(es)                                | Duração |  |
| 1.     | "Simples Carinho"      | João Donato Abel Silva                        | 4:42    |  |
| 2.     | "Quem me Quiser"       | Jésus Rocha Antônio Adolfo                    | 4:37    |  |
| 3.     | "Demais"               | Tom Jobim Aloysio de Oliveira                 | 3:39    |  |
| 4.     | "Pecado Nada Original" | Ezequiel Neves Guto Graça Mello Naila Skorpio | 3:54    |  |
| 5.     | "Bandeyra"             | Angela Ro Ro                                  | 2:21    |  |

| Lado B         |                    |                                |         |  |
| N.º            | Título             | Compositor(es)                 | Duração |  |
| 1.             | "Querem Nos Matar" | Sérgio Bandeyra Ro Ro          | 4:07    |  |
| 2.             | "Se Você Voltar"   | Adolfo Ro Ro                   | 4:21    |  |
| 3.             | "Cambalache"       | Enrique Santos Discepolo       | 2:41    |  |
| 4.             | "Camisa de Força"  | Ro Ro                          | 2:38    |  |
| 5.             | "Mestre Luz"       | Ro Ro                          | 2:54    |  |
| 6.             | "Sistema"          | Mario de Oliveira Angela Ro Ro | 2:31    |  |
| Duração total: | Duração total:     | Duração total:                 | 38:25   |  |